# Achyrospermum purpureum
Achyrospermum purpureum là một loài thực vật có hoa trong họ Hoa môi. Loài này được Phillipson mô tả khoa học đầu tiên năm 1998.